# Politikåret 2007

## Händelser

### Januari
- 1 januari – Bulgarien och Rumänien inträder i EU, och Tyskland övertar ordförandeskapet.[1]
- 3 januari – Sveriges regering meddelar att man vill skärpa reglerna och införa villkorlig frigivning för de som dömts till rättspsykiatrisk vård.[1]
- 12 januari – Sveriges överåklagare Christer van der Kwast, som beslutat att granska Carl Bildts aktieoptioner i Vostok Nafta, kommer fram till att Carl Bildt inte gjort sig skyldig till något brott.[1]
- 17 januari – Göran Persson deltar i sin sista partiledardebatt i Sveriges riksdag.[1]

### Februari
- 2 februari – FN:s utredare Martti Ahtisaari föreslår att Kosovo blir en självstyrande och multietnisk demokrati.[1]
- 21 februari - Italiens premiärminister Romano Prodi och hela den italienska regeringen avgår efter ett nederlag i en omröstning om utrikespolitiken i parlamentet.
- 22 februari – I Egypten inleds första rättegången mot en bloggare, en 22-årig man som döms till fyra års fängelse för att ha förolämpat islam och president Hosni Mubarak.[1]
- 24 februari - Italiens president Giorgio Napolitano ber Romano Prodi att bilda en ny regering.
- 28 februari – Stadsfullmäktige i New York godkänner ett förslag som uppmanar invånarna att sluta använda begreppet "nigger", som i USA:s historia starkt förknippas med slaveriet.[1]

### Mars
- 4 mars – Polisen i Danmark griper drygt 200 unga demonstranter som protesterar mot rivningen av ett ungdomshus på Nørrebro, vilket varit i fokus sedan det köptes av ett frikyrkosällskap för att rivas, och sedan länge fungerat som ungdomsgård.[1]
- 16 mars – Göran Persson avtackas i Sveriges riksdag.[1]
- 27 mars - Högsta domstolen i Sverige ger inte tidigare SSU-ordföranden Anna Sjödin ett nytt prövningstillstånd.

### April
- 4 april – Myndigheterna i Moskva begränsar genom en ny lag rätten till demonstrationer och offentliga möten i staden.[1]
- 10 april – Rättegången i dataintrånget mot Sveriges socialdemokratiska arbetareparti inför riksdagsvalet i Sverige 2006 inleds.[1]
- 16 april - Sveriges finansminister Anders Borg presenterar den svenska regeringens vårbudgetproposition.
- 17 april - Finlands nya regeringssammansättning blir klar.
- 27 april
  - Kravaller bryter ut i Tallinn i Estland efter att de estländska myndigheterna flyttat på en omtvistad bronsstaty.
  - I Sverige friar tingsrätten Folkpartiet liberalernas tidigare partisekreterare Johan Jakobsson frias från dataskandalen 2006.
- 30 april - Sveriges förre statsminister Göran Persson avslutar sin tjänst i Sveriges riksdag.

### Maj
- 2 maj
  - Venezuelas president Hugo Chávez meddelar att landet tänker lämna Världsbanken i protest mot USA:s kontroll över ekonomin i Sydamerika.
  - Sveriges oppositionspartier, socialdemokraterna, vänsterpartiet och miljöpartiet presenterar sina skuggbudgetalternativ.
- 8 maj
  - Nordirland återfår sitt självstyre. Den nya koalitionsregeringen leds av DUP:s Ian Paisley som försteminister och Sinn Féins Martin McGuinness som vice försteminister.
  - Sveriges förre statsminister Göran Persson får nytt jobb som PR-konsult på byrån JKL med tillträde 1 augusti.
- 10 maj - I Storbritannien tillkännager premiärminister Tony Blair sin avgång den 27 juni 2007.
- 15 maj - Sveriges statsminister Fredrik Reinfeldt besöker USA:s president George W. Bush i Vita huset i Washington. De diskuterar klimatfrågor och frihandel.
- 16 maj
  - Nicolas Sarkozy svärs in som Frankrikes president efter Jacques Chirac.
  - Alex Salmond, ledaren för det skotska nationalistpartiet SNP, väljs till försteminister i Skottland.
- 17 maj - François Fillon utses till Frankrikes nye premiärminister.
- 25 maj – Indiens regering godkänner ett välfärdsprogram som skall ge 370 miljoner arbetare inom informella sektorn, till exempel bönder, fiskare och växare, rätt till sjukvård och pension.[1]

### Juni
- 10 juni – Sverige besöks för första gången av en kinesisk president, då Hu Jintao kommer.[1]
- 13 juni - Shimon Peres väljs till president i Israel.
- 21-22 juni - EU-toppmöte hålls i Bryssel Belgien.
- 24 juni - Ali Hassan al-Majid mer känd som Kemiske Ali döms till döden genom hängning.
- 27 juni - Tony Blair avgår som Storbritanniens premiärminister och efterträds av Gordon Brown.[1]

### Juli
- 15 juli - Shimon Peres tillträder som Israels president.
- 25 juli - Pratibha Patil tillträder som Indiens president fram till 2012.

### Augusti
- 8 augusti - Sveriges EU-minister Cecilia Malmström föreslår en ny omröstning om EMU i Sverige tidigast 2010, vilket väcker splittring inom Sveriges regering.
- 20 augusti – Sveriges statsminister Fredrik Reinfeldt har fortsatt starkt stöd. I en SIFO-undersökning beställd av PR-byrån Westander säger sig 47 % ha förtroende för honom, medan 34 % väljer Mona Sahlin.[1]
- 28 augusti - Turkiets utrikesminister Abdullah Gül väljs till Turkiets president.
- 31 augusti - Malaysia firar 50 år som självständig stat.

### September
- 1 september - I Jamaica dödas sju regeringssympatisörer i strider inför valet den 3 september 2007.
- 5 september - Sveriges försvarsminister Mikael Odenberg avgår som statsråd och riksdagsledamot i protest mot den svenska regeringens planerade besparingar i försvaret. Han efterträds av Sveriges handelsminister Sten Tolgfors.[1]
- 12 september
  - Japans premiärminister Shinzo Abe meddelar att han tänker avgår efter en rad skandaler inom regeringen.
  - Riksdagsledamoten Ewa Björling (m) utses till ny handelsminister i Sveriges regering efter Sten Tolgfors.
- 14 september - Rysslands premiärminister Michail Fradkov avgår, han efterträds av Viktor Zubkov.
- 20 september - Sveriges finansminister Anders Borg (m) presenterar regeringens höstbudget.
- 23 september - Yasuo Fukuda väljs till ordförande för Japans liberaldemokratiska parti, och då partiet för tillfället innehar den majoritet som krävs blir han därmed även Japans premiärminister.
- 26 september
  - Minst tre personer ska ha dödats och över hundra skadats när säkerhetstrupper öppnat eld i protesterna i Burma mot militärjuntan.
  - Yasuo Fukuda tillträder som ordförande för Japans liberaldemokratiska parti och som Japans premiärminister.
- 28 september - Omkring 35 personer uppges ha dödats under protesterna i Burma.

### Oktober
- 2 oktober - Sydkoreas president Roh Moo-hyun möter Nordkoreas ledare Kim Jong-il i Nordkoreas huvudstad Pyongyang. Det är det andra mötet mellan ländernas ledare sedan Koreakriget.
- 4 oktober - I Pyongyang enas Nordkorea och Sydkorea om en officiell fredsdeklaration i Koreakriget (1950–1953), med målet att ersätta vapenstilleståndet med ett fredsavtal.
- 18 oktober - Pakistans tidigare premiärminister Benazir Bhutto återvänder till sitt hemland efter åtta år i exil.
- 19 oktober - I Pakistan dödas över 300 människor i ett självmordsattentat riktat mot Pakistans tidigare premiärminister Benazir Bhutto.
- 31 oktober - Sveriges statsminister Fredrik Reinfeldts statssekreterare Ulrica Schenström avgår efter den så kallade Schenströmaffären.

### November
- 2 november - I Sverige erkänner tillträdande statssekreterare Nicola Clase att hon anlitat svart arbetskraft för 68 000 svenska kronor under en husrenovering.
- 3 november - Pakistans president Pervez Musharraf utlyser undantagstillstånd i Pakistan.
- 8 november - I Sverige utses Hans Gunnar Wessberg till statsminister Fredrik Reinfeldts nye statssekreterare efter Ulrica Schenström.
- 22 november - I Danmark meddelar statsministern Anders Fogh Rasmussen att en ny folkomröstning om EMU planeras, troligen 2008 eller 2009. Senaste gången var 2000 då danskarna röstade nej.
- 27 november - Ett toppmöte för fred mellan Israels premiärminister Ehud Olmert och Palestinas president Mahmoud Abbas hålls i Annapolis, Maryland, USA i närvaro av USA:s president George W. Bush.

### December
- 1 december - Efter nästan ett halvår ger den flamländske kristdemokraten Yves Leterme upp försöken att bilda en ny federal regering i Belgien och begär hos kung Albert II att få bli entledigad från uppdraget som regeringsbildare.
- 3 december - Kevin Rudd tillträder som Australiens premiärminister.
- 3-15 december - Förenta nationernas klimatkonferens 2007 på Bali i Indonesien.
- 8-9 december - Ett toppmöte mellan EU och AU hålls i Lissabon, där bland andra Gordon Brown inte deltar i protest mot Zimbabwes Robert Mugabe.
- 18 december - Julia Tymosjenko tillträder som premiärminister i Ukraina.
- 21 december
  - Estland, Lettland, Litauen, Polen, Tjeckien, Ungern, Slovakien, Slovenien och Malta blir medlemmar av Schengensamarbetet.
  - Belgiens kung Albert II utser Guy Verhofstadt till premiärminister i en tillfällig koalitionsregering, som ska styra landet till mars 2008. Ministerlistan utgörs av ledamöter från fem partier.
- 23 december - Nepal beslutar att under 2008 byta statsskick, från monarki till republik.
- 27 december - Pakistans tidigare premiärminister Benazir Bhutto mördas av en självmordsbombare under ett valmöte i Rawalpindi, utanför Islamabad. Ytterligare sexton personer dödas och ett sextiotal skadas.

## Val och folkomröstningar
- 21 januari - Presidentval och parlamentsval hålls i Serbien.
- 22 januari - Parlamentsval i Bangladesh.
- 11 mars - Mauretanien genomför demokratiska val för första gången sedan självständigheten 1960.
- 18 mars - Finland går till riksdagsval som innebär en framgång för samlingspartiet, samt en tillbakagång för Finlands socialdemokratiska parti.[1]
- 22 april - Första omgången av franska presidentvalet hålls.
- 6 maj - Andra omgången av franska presidentvalet hålls.[1]
- 9 maj - Andra valomgången hålls i presidentvalet i Östtimor.
- 10 juni - Parlamentsval genomförs i Belgien.
- 17 juni - Det franska parlamentsvalet blir en framgång för president Nicolas Sarkozys konservativa parti UMP, som får majoritet. Även socialistpartiet går framåt.
- 3 september - Jamaica går till val.
- 10 september - Norge går till kommunalval. Sosialistisk Venstreparti backar starkt och halverar resultatet jämfört med 2003 års kommunalval i Norge. Høyre noterar framgångar och förblir större än Fremskrittspartiet. De borgerliga får fortsätta regera Oslo. Arbeiderpartiet går fram medan Senterpartiet håller ställningarna.
- 16 september - Grekland går till parlamentsval, där den regerande partiet Ny demokrati får majoritet trots en tillbakagång. Oppositionspartiet PASOK går också något tillbaka.
- 30 september - Ukraina går till parlamentsval, där Julia Tymosjenkos block får nära 32 procent av rösterna, tvåa kommer premiärminister Viktor Janukovytjs parti Regionernas parti med 30,5 procent, före president Viktor Jusjtjenkos Vårt Ukraina som får knappt 16 procent. Tymosjenko meddelar att hon tänker bilda regering tillsammans med Jusjtjenkos parti.
- 6 oktober - Presidentval i Pakistan, där presidenten Pervez Musharraf omväljs.
- 21 oktober - Parlamentsval hålls i Polen där Donald Tusks liberalkonservativa parti Medborgarplattformen segrar.
- 28 oktober - Cristina Fernández de Kirchner väljs till Argentinas första och Sydamerikas andra kvinnliga president.
- 13 november - Vid nyval i Danmark vinner den sittande borgerliga regeringen med stöd från Dansk Folkeparti. Socialistisk Folkeparti fördubblar sitt valresultat och Ny Alliance kommer in i folketinget som nytt parti.
- 24 november - Vid parlamentsvalet i Australien segrar Labour över premiärminister John Howards konservativa parti.
- 2 december - Parlamentsval hålls i Ryssland, där Putinstödda partiet Enade Ryssland får 63,3 procent av rösterna. Kommunistpartiet 11,7, Liberaldemokraterna 8,4 och Rättvisa Ryssland 8,0 är de tre partier som också tar plats i Duman.
- 30 december - Vid presidentvalet i Kenya omväljs den sittande presidenten Mwai Kibaki, vilket väcker stora protester och utlöser våldsamma oroligheter, då han anklagas för valfusk.

## Organisationshändelser
- 18 januari - Mona Sahlin väljs som kandidat av valberedningen till ny partiledare för Sveriges socialdemokratiska arbetareparti.
- 17 mars - Göran Persson avgår som partiordförande för Sveriges socialdemokratiska arbetareparti och efterträds av Mona Sahlin.[1]
- 23 april - I Sverige meddelar Lars Leijonborg att han inte tänker kandidera för omval på partiledarposten på Folkpartiet liberalernas landsmöte i september 2007.[1]
- 15 juni - I Sverige föreslår Folkpartiets valberedning Jan Björklund som ny partiledare.
- 24 juni - Gordon Brown blir ny partiledare för det politiska partiet Labour i Storbritannien efter Tony Blair.[1]
- 8 augusti - 27-årige Jytte Guteland från Solna kommun väljs till ny ordförande för Sveriges socialdemokratiska ungdomsförbund.[1]
- 7 september - I Sverige tar Jan Björklund över som partiledare för Folkpartiet liberalerna efter Lars Leijonborg.

## Avlidna
- 2 januari - Teddy Kollek, israelisk politiker.
- 4 januari - Marais Viljoen, Sydafrikas president 21 augusti–10 oktober 1978 och 1979–1984.
- 20 mars - Taha Yassin Ramadan, irakisk fd vicepresident (avrättad).
- 25 mars - Andranik Markarjan, Armeniens premiärminister.
- 29 mars – Tosiwo Nakayama, Mikronesiens federerade staters förste president 1979–1987.
- 23 april - Boris Jeltsin, Rysslands förste president 1991-1999.
- 29 april
  - Joseph Nérette, Haitis president 1991–1992.
  - Ivica Račan, kroatisk politiker, Kroatiens premiärminister 2000-2003.
- 8 juni – Aden Abdullah Osman Daar, Somalias president 1960–1967.
- 14 juni - Kurt Waldheim, österrikisk politiker, diplomat, FN:s generalsekreterare 1972-1981 och Österrikes förbundspresident 1986-1992.
- 11 juli – Alfonso López Michelsen, Colombias president 1974–1978.
- 24 augusti – Abdul Rahman Arif, Iraks president 1966–1968.
- 26 augusti - Gaston Thorn, 78, luxemburgsk politiker, Luxemburgs premiärminister 1974-1979, ordförande i EG-kommissionen (numera EU-kommissionen) 1981-1985.
- 19 september - Antoine Ghanem, 64, libanesisk politiker, mördad.
- 12 oktober - Soe Win, 59, burmesisk politiker, Burmas premiärminister 2004-2007.
- 20 november - Ian Smith, 88, rhodesisk politiker, Rhodesias premiärminister 1965-1979.
- 27 december - Benazir Bhutto, 54, pakistansk politiker.

### Fotnoter
1. 1 2 3 4 5 6 7 8 9 10 11 12 13 14 15 16 17 18 19 20 21 22   När Var Hur 2008. DN